# Werder (Havel)
Werder (Havel) – miasto Niemczech w kraju związkowym Brandenburgia, w powiecie Potsdam-Mittelmark. Miasto wchodzi w skład aglomeracji Berlina; liczy 26 412 mieszkańców (2019).

## Współpraca
Miejscowości partnerskie:
- Almdorf, Szlezwik-Holsztyn
- Biržai (Birże), Litwa
- Hjørring, Dania
- 무안군 (Muan-gun), Korea Południowa
- Oppenheim, Nadrenia-Palatynat
- Rahden, Nadrenia Północna-Westfalia (kontakty utrzymuje dzielnica Glindow)
- Tczew, Polska